# Castel de Cabra
Castel de Cabra è un comune spagnolo di 158 abitanti situato nella comunità autonoma dell'Aragona.